# إلوود هاينز
إلوود هاينز (بالإنجليزية: Elwood Haynes)‏ هو رائد أعمال ومخترِع أمريكي، ولد في 14 أكتوبر 1857 في بورتلاند في الولايات المتحدة، وتوفي في 13 أبريل 1925 في كوكومو في الولايات المتحدة بسبب مرض معد.

## وصلات خارجية
- إلوود هاينز على موقع الموسوعة البريطانية (الإنجليزية)